# 双葉みか
双葉 みか（ふたば みか、1989年（平成元年）10月7日 - ）は、日本のAV女優。ウェーブプロモーション所属。
出身地:千葉県。血液型:A型。身長:154cm。スリーサイズ:B80(B)・W58・H80cm。

## 略歴・人物
2010年（平成22年）にAVデビューしたロリ系の企画女優で、主に「稲森まほ（いなもり まほ）」名義で活動。他に「来海みさ（くるみ みさ）」名義でイメージビデオにも出演している。
2011年に「双葉みか」名義に改名。改名後は、単体作品にも出演している。

## 出演作品

### アダルトビデオ

#### 「稲森まほ」名義
2010年
- 乱交コスプレイヤーズ★ 01 素人レイヤー騙し撮り（11月12日、ゴーゴーズ）…共演:かおり ※「あみ」名義
- オイルマッサージを受けに来た女達を、罠にハメてヤリタイ放題。悪徳整体師の隠し撮り記録 PART.2（12月2日、マッド）他出演:中居ちはる、森本美貴、来栖あさみ、高島寧音
- 絶対に勃起してはいけないエロ撮影現場 素人カップルをAV撮影現場に送り込め!! 9（12月10日、ホットエンターテイメント）他出演:高倉舞、湯浅まみ、皆瀬ふう花、杉岡のぞみ ほか
- 民家完全盗撮 小●生オナニー盗み撮り 2（12月25日、JUMP）他出演:小森もも、香椎りこ ほか

2011年
- 羞恥! 彼氏連れ素人娘をマシンバイブでこっそり攻めまくれ! 素人VSマシンバイブ 激安居酒屋にマジックミラー特設スタジオを設置編（1月8日、サディスティックヴィレッジ）他出演:坂本ひかり、大城かえで、中居ちはる ほか
- 田舎から東京にやって来た修学旅行生 6（2月5日、SODクリエイト）共演:中川もも、小林みちる ほか
- エロ乳フェチコレクション ビン勃ち乳首の女達（3月19日、ゲロニア）他出演:宮崎由麻、岬心音、雪乃あさ美、滝沢海音、園田泉美、高島寧音、水沢えみり
- パイパンいぢり（5月27日、I.B.WORKS）他出演:野中あんり、愛音麻友、もも、姫乃未来、三橋ひより、桜井ゆり、香椎りこ
- 夢の近親相姦♥年頃の娘は無防備パンチラに勃起した父親のデカチ○コを拒まず握りしめてきた（6月4日、SWITCH）他出演:月下ゆかり、若葉くるみ、河愛杏里、園田ルル

#### 「双葉みか」名義
2011年
- 白く汚れたいいなり優等生 3（7月20日、ピーターズ）
- 放課後、君のお尻で… あぁ…青春のアナル性交（8月5日、ドリームチケット）
- 初恋拉致便（8月20日、ATOM）他出演:有沢りさ ほか
- 娘が超どストライク! だから嫁にバレないよう、かつ自然に娘とヤリたい! さらに娘の方から私とヤリたがって、バレた時の責任を軽くしたいので、とりあえず娘に勃起したチ○ポを見せつけたら…。（9月8日、Hunter）他出演:初芽里奈、若菜亜衣、金沢里美 ほか
- 素人さんが勝手に無茶なことしてきてくれました! ガチ野外調教（9月8日、ATOM）他出演:北原えれな、KIYO ほか
- 「ママには言わないで…」 ロリ性感オイルマッサージ 11（9月20日、LOTUS）他出演:時田あいみ、竹下ゆずは、眞島しずか
- 田舎の修学旅行生 3（9月22日、アイエナジー）
- 照れるほど見つめられるフェラチオ 目が離せないフェラチオとホッペが膨らむ口内射精（10月5日、ドリームチケット）…オムニバス作品 他出演:水沢真樹、橘ひなた、泉麻那、有村千佳、瀬乃ゆいか、東尾真子、新城美稀、深田梨菜
- 女子校生15人オマ○コ指入れぴちゃぴちゃ自画撮りオナニー vol.4（10月20日、ピーターズ）他出演:和希さやか、稲葉ゆい、天宮まりる、竹内りな、桃井りん、白砂ゆの、中山ゆめみ、時田あいみ、中川もも、川合まゆ ほか
- 2穴真性生中出し（10月20日、ピーターズ）
- 本能剥き出しアナル中出しセックス（11月25日、ダスッ!）
- ロリ専科 二輪車ローションマット責め 放課後制服百合●学生 濡れたパイパン秘貝を重ねあう少女たちの青い蕾に生中出し（12月1日、GLAY'z）共演:琴美
- 思春期な微乳 くびれるカラダとドMな乳首（12月5日、ワープエンタテインメント）
- 青い性欲2011 今どきの不思議少女編（12月19日、ドグマ）
- ボクと遊んでお兄ちゃん 少年ロリータ同性愛（12月19日、CROSS）
- アナル女子校生レズビアン（12月19日、アンナと花子）共演:東尾真子

2012年
- 妹のアナル 座薬を入れてあげたのがきっかけで僕の妹がアナル好きになって困る（1月5日、グローリークエスト）
- 「陰毛が無いって言わないで…」 ロ●ータ 愛液 パイパンマッサージ 2（1月7日、GLAY'z IMPACT）…オムニバス作品 他出演:長谷川しずく、高沢沙耶、田中志乃、鮎川千里、小川京香 ほか
- 浴びた女も感激する 一撃!!大量顔射!!! 「興奮すれば、さらに良い汁がでるはずっ!!」と、お好みシチュエーションでのヌキを切望する《最低10日以上禁欲》した男たちが浴びせる、とっても大量で濃厚なS級発射ばかりのザーメンぶっかけ（1月15日、ワープエンタテインメント）他出演:椎名ひかる、小嶋ジュンナ、新城美稀、さとう遥希、西尾かおり、桃音まみる、長澤あずさ、妃乃ひかり、青木玲、悠月舞

### イメージビデオ

#### 「来海みさ」名義
- おパイパン（2010年12月23日）
- 極彩Film（2011年4月23日）